# توني هيل (لاعب كرة قدم أمريكية أمريكي)
توني هيل (بالإنجليزية: Tony Hill)‏ هو لاعب كرة قدم أمريكية أمريكي، ولد في 23 يونيو 1956 في سان دييغو في الولايات المتحدة.

## وصلات خارجية
- توني هيل على موقع مرجع كرة القدم المحترفة.كوم (الإنجليزية)
- توني هيل على موقع IMDb (الإنجليزية)